# Thricops diaphanus
Thricops diaphanus är en tvåvingeart som först beskrevs av Christian Rudolph Wilhelm Wiedemann 1817.  Thricops diaphanus ingår i släktet Thricops och familjen husflugor. Arten är reproducerande i Sverige. Inga underarter finns listade i Catalogue of Life.